# Lovers rock
Lovers rock, vrsta reggae glazbe proznatljiva po romantičnom zvuku i sadržaju. Dok su ljubavne pjesme bile važni dio reggaea od kasnih 1960-ih, na stil se više fokusiralo u Londonu sredinom 1970-ih, gdje je tad dobio naziv. Usprkos imenu, lovers rock nije ni podžanr rocka niti je u svezi s njime.

## Povijest
Povijest lovers rocka seže u zadnje dane ere rocksteadyja i rane dane reggaea, s jamajčanskim i američkim pjevačkima poput Kena Boothea, Johnnyja Nasha i Johna Holta koji su postigli međunarodni uspjeh s obradama poznatih ljubavnih pjesama.
Stil je koji je išao uz londonsku reggae scenu. Predstavljao je apolitični protustav rastafarijanskom zvuku koji je tad prevladavao na Jamajci. Nastavak je soulasta i uobičajena rocksteady stila ljubavnih tema, zasnovan na pjevačima poput Altona Ellisa, koji nisu bili vrlo sretni zbog uspona rastafarijanskog reggaea. Kombinirao je glatki zvuk chicaškog i philadelphijskog soula s bas linijama rocksteadyja i reggaea. S korijenima u sound systemima iz Južnog Londona, stil je osobito bio privlačan ženama te je proizveo brojne ženske pjevačke zvijezde uključujući Carroll Thompson.